# Coya (Inca)
La Coya (en quechua: quya) era el título que recibía la señora soberana del Imperio incaico para distinguirla de las otras mujeres de la familia imperial.

## Atributos

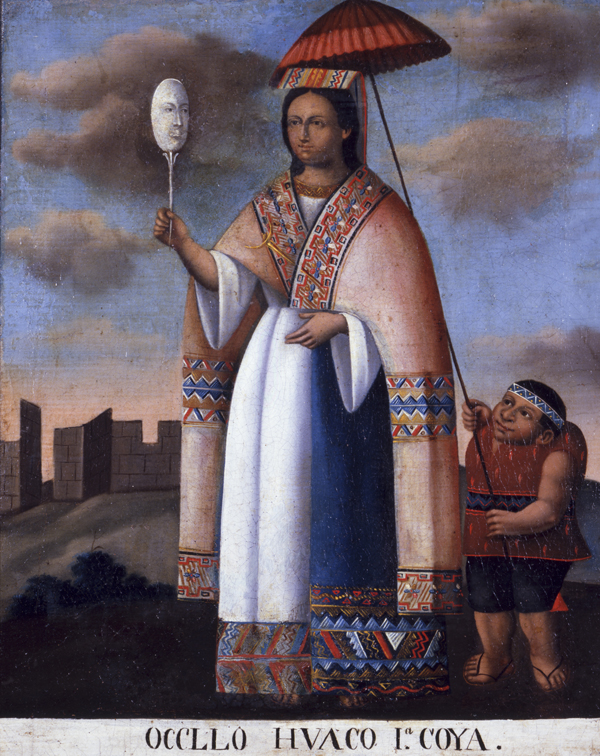
Mama Ocllo, la hija de la Luna y la madre de los incas.

La Coya era la esposa principal del Inca. Usualmente era su hermana y como tal, era considerada "hija de la Luna (Quilla) y del Sol (Inti)". En el caso de que el Inca no tuviese una hermana carnal, debía recurrir a la panaca principal y tomar la mujer que fuese más prestigiosa dentro de esta. La Coya y las ñustas que eran hijas suyas tenían acceso directo al Acllahuasi, templo donde eran entrenadas las acllas, mujeres elegidas en diferentes partes del Tahuantinsuyo para recibir una educación avanzada. 
Aunque el Inca no podía ser visto por los yanaconas; la Coya sí podía ser vista por ellos porque eran sus subordinados directos y era una de las pocas personas que podían ver al soberano sin una audiencia. Estaba a cargo de organizar, en caso de catástrofes, las ayudas a los damnificados. Además, en la ausencia del Inca, dirigía el gobierno del Cuzco.
Los incas tenían una fiesta que se celebraba en el mes de septiembre y que se denominaba el Coya Raymi, la cual se le atribuía a la divinidad a a la Luna, y por ende se le asociaba a la Coya, ya que esta era su hija según la tradición inca, así como el Inca era considerado el hijo del Sol.[cita requerida]

## Periodo legendario

### Mama Huaco
La reina madre
Según una leyenda cusqueña, la sacerdotisa Mama Huaco adoptó el título de Coya y gobernó el curacazgo incaico por su cuenta hasta el nacimiento de su hijo ilegítimo, a quien declaró descendiente de Inti. Posteriormente se casó con el niño ya crecido, quien se convirtió en el primer Inca, Manco Cápac. A partir de entonces, el Inca y la Coya gobernaron juntos el Cuzco. Años más tarde, la reina viuda, si es que la podemos llamar así, coronó a su nieto Sinchi Roca con la mascapaicha.
La reina guerrera

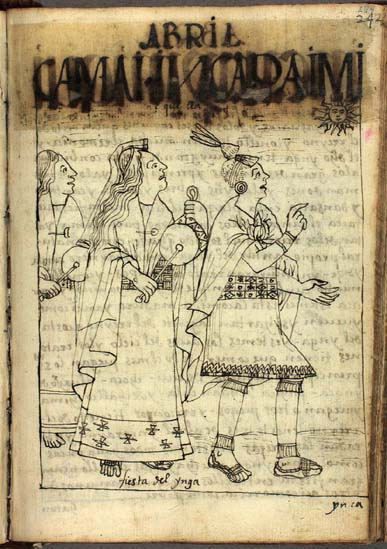
Manco Cápac y Mama Ocllo, posiblemente acompañados por Mama Huaco. Dibujo de Huamán Poma en su Nueva crónica y buen gobierno (1615).

Según otras leyendas, Mama Huaco era la hermana y esposa de Manco Cápac, quien también tenía como su esposa a su otra hermana, Mama Ocllo. A pesar de su rango aparentemente inferior en esta versión de la leyenda, Mama Huaco de inmediato se distinguió frente a sus hermanas y hermanos en un rol de planificadora y guerrera. Algunos cronistas como el Inca Garcilaso de la Vega equiparan a Mama Huaco con Mama Ocllo, preservando su rol de reina.

Según la versión de Pedro Sarmiento de Gamboa, cuatro parejas de hermanos —Ayar Cachi y Mama Huaco, Ayar Uchu y Mama Ipacura, Ayar Auca y Mama Raua, y Ayar Manco y Mama Ocllo— habrían surgido simultáneamente, a instancias del dios Viracocha, desde una ventana abierta sobre la roca Tamputoco, en el distrito de Paccaritambo, cerca del lago Titicaca con la misión de «regenerar la raza humana».Usando tesoros de oro dados por Inti, buscaban donde asentarse y recorrieron de sur a norte baja el liderazgo de Mama Huaco.En su camino, realizaban labores agrícolas y cuando cosechaban se retiraban buscando otro lugar. Primero hicieron su paso por Guaynacancha, donde Mama Ocllo quedó embarazada de Ayar Manco. Luego avanzaron a Tamboquiro, en donde nació su hijo, Sinchi Roca. Posteriormente llegaron a Pallata y de ahí a Haysquisrro.

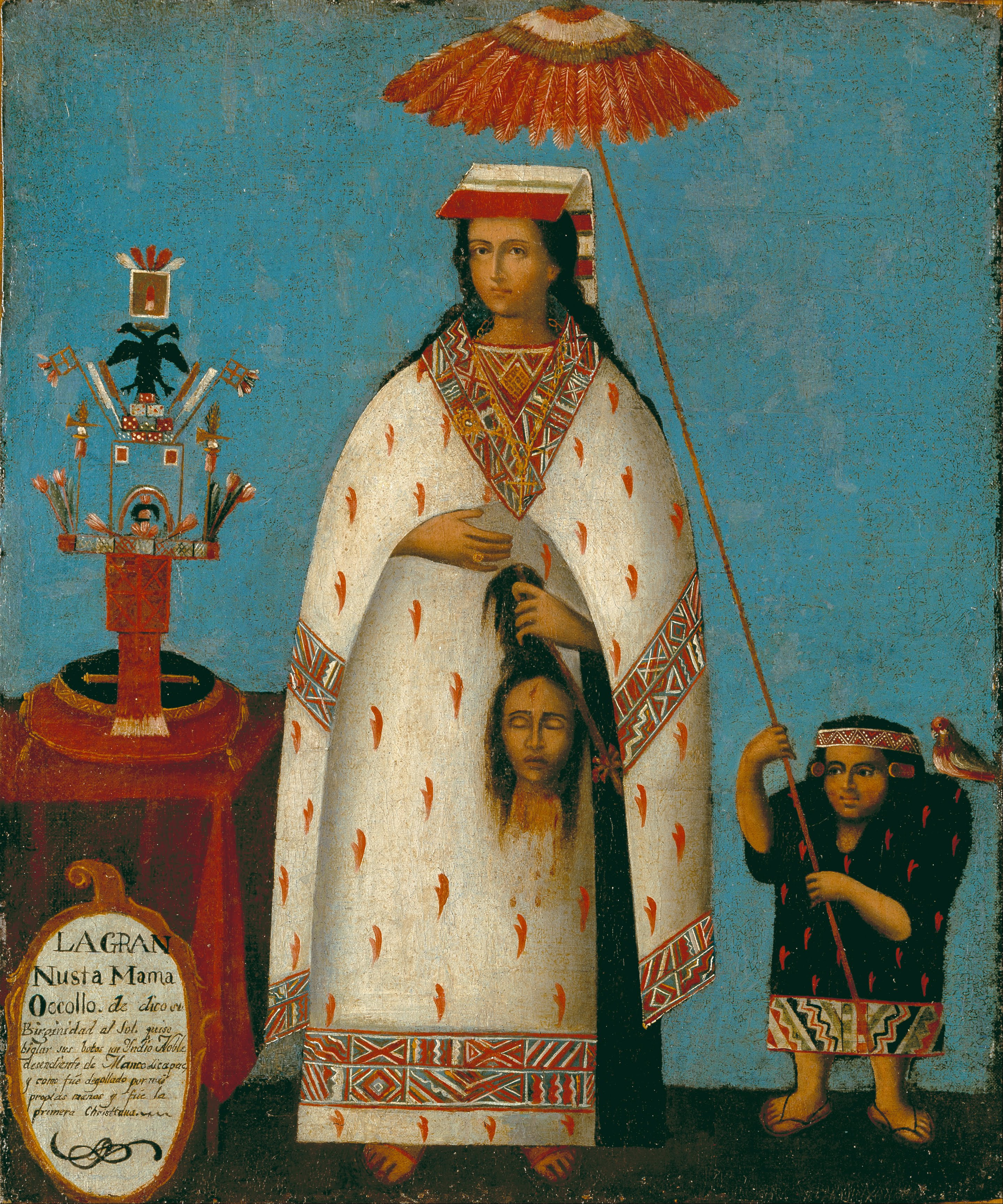
Una noble guerrera incaica sosteniendo la cabeza de su enemigo. Si bien la inscripción dice que se trata de Mama Ocllo, es posible que de hecho se trate de Mama Huaco, o que se trate de las dos hermanas como si fueran el mismo personaje.

Un día mientras el resto de sus hermanos enseñaban a los humanos a sembrar papas, desde la cumbre de la montaña Huanacaure, Ayar Cachi asustó a toda la gente tras usar su honda, con la cual disparó una piedra contra un cerro y lo convirtió en una quebrada, después hizo lo mismo con tres cerros más, completando así los cuatro puntos cardinales. Sus hermanos, sintiendo desconfianza, decidieron eliminarlo de la empresa, pero el joven guerrero no lo dio por hecho y siguió infundiendo miedo con su fuerza descontrolada que le permitió montañas abiertas con tirachinas. Fue Mama Huaco quien encontró la solución. Ella enfrentó personalmente a Ayar Cachi, quien también era su esposo, y le exigió que regresara a su cueva de origen para recuperar algunos objetos sagrados que habían olvidado y, para su agravio, lo atacó verbalmente, llamándolo cobarde y avergonzándolo por su indolencia. Ayar Cachi, picado por el orgullo, accedió, pero nada más entrar al barranco, un sirviente de su hermana-esposa que lo acompañaba llamado Tambochacay cerró la entrada con una piedra y le impidió salir. Nada pudo su fuerza en esta ocasión y el infortunado tuvo que contentarse con lanzar una maldición contra el traidor que lo había apresado y que al instante se convirtió en piedra.
Tras deshacerse de Ayar Cachi, Mama Huaco se casó con Ayar Manco. Los siete hermanos y hermanas vivieron un año más en Huanacaure en paz. Su viaje continuó hasta Matagua realizando por primera vez el warachikuy, evento en el que horadaron las orejas del joven Sinchi Roca. Luego de la ceremonia, Mama Huaco probó suerte y lanzó dos varas de oro, una cayó en Colcabamba pero no logró penetrar el suelo; la otra cayó en Guaynapata hundiéndose suavemente. Sobre este acontecimiento, otros autores atribuyen a Ayar Manco el lanzamiento de la vara de oro, pero todas coinciden que fue en Guaynapata donde se hundió el bastón fundacional.
Como Guaynapata les parecía un buen sitio, los siete hermanos y hermanas acordaron conquistarlo y poblarlo. Acordaron además, que uno de ellos tenía que quedarse en Huanacaure, convertirse en ídolo, para interceder ante «los dioses para que los guardase y aumentase y diere hijos, y los enviase buenos temporales». Con la bendición de Inti, Ayar Uchu se ofreció para el rol y adquirió alas grandes. El grupo regresó al cerro Huanacaure y Ayar Uchu voló. Luego de estar en los cielos, regresó Ayar Uchu y le dijo a Ayar Manco, que se renombrase Manco Cápac, ahora el líder de los incas porque así lo mandaba el Sol y que fuera al lugar que habían visto que los pobladores los recibirían bien y que poblase allí con su hermano y sus hermanas”. Dicho esto, Ayar Uchu se convirtió en una piedra con alas.
Cuando los incas llegaron a la tierra que les parecía propicia, la encontraron ya ocupada por los Gualla, pacíficos, pero numerosos labradores y peligrosos guerreros, por lo que los incas ya pensaban en renunciar a sus intenciones cuando intervino Mama Huaco, quien enfrentó a uno de los guallas, matándolo con un golpe bien dirigido. No satisfecha con su gesto, abrió el cadáver del caído con sus propias armas y extrajo los pulmones, llevándolos a la boca e inflándolos para respirar. Su gesto, de ferocidad inhumana, aterrorizó a los compañeros de los asesinados que prefirieron abandonar el barrio antes que enfrentarse con gente tan impía y cruel. Los guallas, temerosos, huyeron al nuevo valle de los Guallas. 

Dentro de su nuevo territorio, los seis hermanos y hermanas fundaron la ciudad del Cuzco bajo el mando de Manco Capác. Con el algodón y las semillas que trajeron de Pacaritambo, Mama Ocllo inventó la textilería y Mama Huaco sembró el primer maíz; las dos hermanas enseñaron sus conocimientos a los humanos y humanas. Dos años más tarde, murió Ayar Auca, quien no tuvo hijos con su hermana-esposa Mama Raua y se convirtió en una piedra sagrada en el sitio que posteriormente estaría el Coricancha, el templo-palacio que construirían y habitarían su sobrino, sus hermanas y su único hermano sobreviviente. Mama Huaco fue quien convenció a Manco Cápac que elabore los cimientos del Coricancha y fue la organizadora del sistema de huacas en el Cusco.

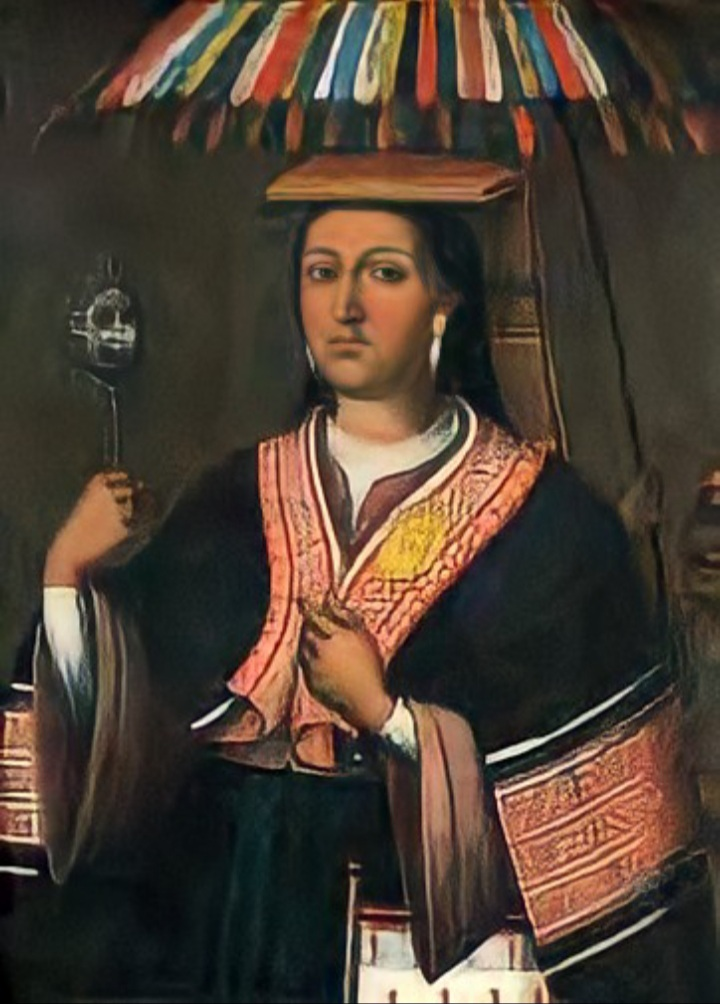
Mama Ocllo II, descendiente, sucesora y homónima de la legendaria Coya.

La naturaleza de Mama Huaco ha sido interpretada como una demostración de una particular actitud guerrera de algunas representantes del sexo femenino entonces generalizadas en los Andes. Entre los aimaras eran conocidas estas mujeres independientes y brutales que participaban en guerras y política, y que no cedían en nada frente a los hombres. Posteriormente, en vísperas del imperio incaico, aparecería una heroína, Chañan Cori Coca, quien fue recordada en el cantar de Pachacútec como la protagonista de la victoria contra los chancas que amenazaban al Cuzco. Mama Ocllo II, descendiente, sucesora y homónima de la Coya legendaria, fue una estratega influyente en el gobierno de su hermano-esposo Túpac Yupanqui, jugando un rol esencial en la conquista de Cañete y en evitar un golpe de Estado.

## Lista de Coyas conocidas
- Mama Ocllo
- Mama Coca
- Mama Ocllo II
- Chuqui Huipa
- Cuxirimay Ocllo
- Cora Ocllo
- Cusi Huarcay